# René Wellek
René Wellek, né le 22 août 1903 à Vienne et mort le 11 novembre 1995 à Hamden dans le Connecticut, est un critique littéraire.

## Biographie
René Wellek était d'ascendance tchèque par son père Bronislaw Wellek, juriste et nationaliste tchèque. Il fait des études à l'université Charles de Prague. Il parlait allemand et tchèque.  
Il a quitté l'Autriche en 1925 pour Londres où il a ensigné la langue et la littérature tchèque à l'University of London.  Après l'annexion de l'Autriche et de la Tchécoslovaquie par l'Allemagne, René Wellek est parti en 1939, comme nombre d'intellectuels germaniques, pour les Etats-Unis d'Amérique. Il a enseigné à l'Université de Yale de 1946 à 1972. (Un article plus détaillé figure dans Wikipedia en langue allemande.)  
Une chronique d'Angelo Rinaldi "Histoire passionnante d'un métier sans utilité", du 19 février 1998, évoque René Wellek à l'occason de la publication en français de son ouvrage "Une histoire de la critique moderne" (ed. José Corti).      

## Œuvres
- Immanuel Kant in England 1793-1838, Princeton: Princeton UP, 1931.
- The Rise of English Literary History, Chapel Hill: The University of North Carolina Press, 1941.
- Literature and Ideas, Charlottesville: The University of Virginia, 1948.
- Theory of Literature (avec Austin Warren), New York: Harcourt, Brace, and Co., 1949.
- A History of Modern Criticism 1750-1950, New Haven: Yale UP, 1955-1992. (8 Volumes)
- Dostoevsky: A Collection of Critical Essays, Englewood Cliffs, NJ: Prentice Hall, 1962. (Introduction p. 1–15; Anthology)
- Concepts of Criticism, Ed. Stephen G. Nichols, Jr. New Haven: Yale UP, 1963. (Collection of Wellek essays)
- Essays on Czech Literature,  The Hague: Mouton and Co., 1963.
- Confrontations: Studies in the Intellectual and Literary Relations between Germany, England, and the United States during the Nineteenth Century, Princeton: Princeton UP, 1965.
- The Literary Theory and Aesthetics of the Prague School, Ann Arbor, MI: University of Michigan, 1969.
- Discriminations: Further Concepts of Criticism, New Haven: Yale UP, 1971.
- Evidence in Literary Scholarship: Essays in Memory of James Marshall Osborn, (avec Alvaro Ribeiro) Oxford: Oxford UP, 1979. (Anthology)
- Four Critics: Croce, Valéry, Lukács, and Ingarden, Seattle: Washington UP, 1981.
- Chekhov: New Perspectives (Twentieth Century Views), (avec Nonna D. Wellek) Englewood Cliffs: Prentice-Hall Inc., 1981. (Anthology)
- The Attack on Literature and Other Essays, Chapel Hill: The University of North Carolina Press, 1982. (Collection of Wellek essays)